# Daniel Mallo
Daniel Mallo Castro (ur. 25 stycznia 1979 w Cambre) – hiszpański piłkarz występujący na pozycji bramkarza w Albacete Balompié.